# Nati nel 1984/Gennaio
| Questa pagina contiene informazioni ricavate automaticamente dalle voci biografiche con l'ausilio del template Bio e di un bot. L'aggiornamento è periodico e automatico e ricostruisce completamente la pagina. Se manca una persona in questa lista, sei pregato di non aggiungerla, ma accertati piuttosto che la sua voce biografica contenga il template Bio e che i dati anagrafici siano correttamente compilati. Se il template Bio manca, inseriscilo tu stesso o, in alternativa, metti l'avviso {{tmp\|Bio}} che ne segnala la mancanza. Se i dati riportati sono sbagliati, correggi direttamente la voce biografica; le modifiche saranno visibili in questa lista entro pochi giorni. Per chiarimenti vedi il progetto biografie. La lista contiene solo le 487 persone che sono citate nell'enciclopedia e per le quali è stato implementato correttamente il template Bio. Pagina aggiornata al 10 ago 2025. |

- 1º gennaio - Mohamed Yacoub Bâ, ex calciatore mauritano
- 1º gennaio - Malick Badiane, ex cestista senegalese
- 1º gennaio - Sayali Bhagat, modella e attrice indiana
- 1º gennaio - Sallieu Bundu, ex calciatore sierraleonese
- 1º gennaio - Daniel Coleman, ex calciatore ghanese
- 1º gennaio - Franco Dolci, ex calciatore argentino
- 1º gennaio - Christian Eigler, ex calciatore tedesco
- 1º gennaio - Mohamad Ghaddar, ex calciatore libanese
- 1º gennaio - Paolo Guerrero, calciatore peruviano
- 1º gennaio - Rafa Jordà, ex calciatore spagnolo
- 1º gennaio - Amara Karan, attrice inglese
- 1º gennaio - Vol'ha Kaval'kova, attivista bielorussa
- 1º gennaio - Kim Hyung-bum, ex calciatore sudcoreano
- 1º gennaio - Eugenio Morrone, pasticcere italiano
- 1º gennaio - Daniel Mwangi, maratoneta keniota
- 1º gennaio - Giovanny Romero, ex calciatore venezuelano
- 1º gennaio - Jaysuma Saidy Ndure, ex velocista gambiano
- 1º gennaio - Rubens Sambueza, allenatore di calcio e ex calciatore argentino
- 1º gennaio - Fernando San Emeterio, ex cestista e allenatore di pallacanestro spagnolo
- 1º gennaio - Kerem Şeras, allenatore di calcio e ex calciatore turco
- 1º gennaio - Chad Timberlake, allenatore di pallacanestro e ex cestista statunitense
- 1º gennaio - Saša Zagorac, ex cestista sloveno
- 2 gennaio - Mustafa Abdi, calciatore qatariota
- 2 gennaio - Sultan Al-Touqi, ex calciatore omanita
- 2 gennaio - Tamer Ashour, cantante egiziano
- 2 gennaio - Olesja Belugina, ex ginnasta russa
- 2 gennaio - Luc Ducalcon, ex rugbista a 15 francese
- 2 gennaio - Hassan El Raddad, attore egiziano
- 2 gennaio - Jessica Gao, sceneggiatrice e produttrice cinematografica statunitense
- 2 gennaio - Mavi García, ciclista su strada e ex triatleta spagnola
- 2 gennaio - Robert Helenius, pugile finlandese
- 2 gennaio - Rosario La Mastra, velocista italiano
- 2 gennaio - Alexandre Licata, ex calciatore francese
- 2 gennaio - Billy Mehmet, calciatore irlandese
- 2 gennaio - Frank van Mosselveld, ex calciatore olandese
- 2 gennaio - Aleksandra Rodionova, bobbista e ex slittinista russa
- 2 gennaio - Brenda Spaziani, ex tuffatrice italiana
- 3 gennaio - Andrea Cassarà, ex schermidore italiano
- 3 gennaio - Hamouda El-Bashir, calciatore sudanese
- 3 gennaio - Maximilian Mechler, ex saltatore con gli sci tedesco
- 3 gennaio - Thomas Mermillod Blondin, ex sciatore alpino francese
- 3 gennaio - Branko Ostojić, calciatore serbo
- 3 gennaio - Norberto Paparatto, ex calciatore argentino
- 3 gennaio - Bojana Radulović, pallavolista serba
- 3 gennaio - Jaime Alfonso Ruiz, ex calciatore colombiano
- 3 gennaio - Klaus Salmutter, ex calciatore austriaco
- 3 gennaio - Heiko Schaffartzik, ex cestista tedesco
- 3 gennaio - Katerina Sōtīriou, cestista greca
- 3 gennaio - Peter Taylor, canottiere neozelandese
- 3 gennaio - Will Tukuafu, giocatore di football americano tongano
- 3 gennaio - Brooke Williams, attrice neozelandese
- 4 gennaio - İbrahim Akın, ex calciatore turco
- 4 gennaio - Sérgio Barge, ex calciatore portoghese
- 4 gennaio - Derek Brunson, artista marziale misto statunitense
- 4 gennaio - Mehmet Çakır, ex calciatore turco
- 4 gennaio - Javi Fuego, ex calciatore spagnolo
- 4 gennaio - Jiří Hudler, hockeista su ghiaccio ceco
- 4 gennaio - Vladimir Jašić, ex calciatore serbo
- 4 gennaio - Joseph Birech, ex mezzofondista keniota
- 4 gennaio - Lê Tấn Tài, ex calciatore vietnamita
- 4 gennaio - Emilio Martire, attore cinematografico e attore teatrale italiano
- 4 gennaio - Javi Martos, ex calciatore spagnolo
- 4 gennaio - Ioana Papuc, canottiera rumena
- 4 gennaio - Žarko Rakočević, cestista montenegrino
- 4 gennaio - Mike Williams, ex giocatore di football americano statunitense
- 5 gennaio - Derrick Atkins, ex velocista bahamense
- 5 gennaio - Jytte-Merle Böhrnsen, attrice tedesca
- 5 gennaio - Xavier García, pallanuotista spagnolo
- 5 gennaio - Diego Gómez, ex calciatore argentino
- 5 gennaio - Reinar Hallik, ex cestista e allenatore di pallacanestro estone
- 5 gennaio - Valentina Novikova, ex fondista russa
- 5 gennaio - Andrés Ojeda, avvocato e politico uruguaiano
- 5 gennaio - Giuseppe Scurto, allenatore di calcio e ex calciatore italiano
- 5 gennaio - Ikechukwu Uche, ex calciatore nigeriano
- 5 gennaio - Håvard Vad Petersson, giocatore di curling norvegese
- 5 gennaio - César Valoyes, ex calciatore colombiano
- 5 gennaio - Yoo In-young, attrice e modella sudcoreana
- 5 gennaio - Zhang Shuo, ginnasta cinese
- 5 gennaio - Ihar Zjuleŭ, ex calciatore bielorusso
- 6 gennaio - Bassey Akpan, calciatore nigeriano
- 6 gennaio - Marcin Brzeziński, canottiere polacco
- 6 gennaio - Anselmo Cardoso, ex calciatore portoghese
- 6 gennaio - Alessia Cobelli, calciatrice italiana
- 6 gennaio - Hugo Colace, allenatore di calcio e ex calciatore argentino
- 6 gennaio - Jared Dillinger, cestista statunitense
- 6 gennaio - Diljit Dosanjh, cantante e attore indiano
- 6 gennaio - Morten Eilifsen, ex fondista norvegese
- 6 gennaio - Stephen Elliott, ex calciatore irlandese
- 6 gennaio - A.J. Hawk, giocatore di football americano statunitense
- 6 gennaio - Jhon Hernández Villamil, cestista colombiano
- 6 gennaio - Zviad Izoria, scacchista georgiano
- 6 gennaio - Kate McKinnon, attrice, comica e imitatrice statunitense
- 6 gennaio - Matteo Montaguti, ex ciclista su strada e pistard italiano
- 6 gennaio - Marco Rulli, attore italiano
- 6 gennaio - El Mehdi Sidqy, calciatore marocchino
- 6 gennaio - Eric Trump, imprenditore, filantropo e attivista statunitense
- 7 gennaio - Abdulrahman Mesbeh, calciatore qatariota
- 7 gennaio - Marcelo Bosch, rugbista a 15 argentino
- 7 gennaio - Ezequiel Cacace, ex calciatore argentino
- 7 gennaio - Sarah Crooks, ex cestista canadese
- 7 gennaio - Vítor Emanuel Cruz da Silva, ex calciatore portoghese
- 7 gennaio - Serhij Kučerenko, ex calciatore ucraino
- 7 gennaio - Jon Lester, ex giocatore di baseball statunitense
- 7 gennaio - Diana López, taekwondoka statunitense
- 7 gennaio - Dimităr Makriev, ex calciatore bulgaro
- 7 gennaio - Xavier Margairaz, ex calciatore svizzero
- 7 gennaio - Yane Marques, pentatleta brasiliana
- 7 gennaio - Luke McShane, scacchista britannico
- 7 gennaio - Mohamed Messoudi, allenatore di calcio e ex calciatore belga
- 7 gennaio - Koena Mitra, attrice indiana
- 7 gennaio - Jann Ingi Petersen, ex calciatore faroese
- 7 gennaio - Max Riemelt, attore tedesco
- 7 gennaio - Thiago Santos, artista marziale misto brasiliano
- 7 gennaio - Patiyo Tambwe, ex calciatore congolese (Repubblica Democratica del Congo)
- 8 gennaio - Hamed Al-Bulushi, calciatore omanita
- 8 gennaio - Leandro Bonfim, ex calciatore brasiliano
- 8 gennaio - Christoffer Dahl, giocatore di calcio a 5 e ex calciatore norvegese
- 8 gennaio - Mahamet Diagouraga, ex calciatore francese
- 8 gennaio - Andrés Felipe González, ex calciatore colombiano
- 8 gennaio - Matthew Kilgallon, ex calciatore inglese
- 8 gennaio - Boris Rieloff, calciatore cileno
- 8 gennaio - Robert Tarr, pallavolista statunitense
- 9 gennaio - Mohammed Alhassan, calciatore ghanese
- 9 gennaio - Chiara Corbella Petrillo, beato italiana († 2012)
- 9 gennaio - César Cortés, ex calciatore cileno
- 9 gennaio - Derlis Florentín, calciatore paraguaiano († 2010)
- 9 gennaio - James Godday, velocista nigeriano
- 9 gennaio - Diego González Correa, ex cestista uruguaiano
- 9 gennaio - Yūsuke Ishijima, pallavolista giapponese
- 9 gennaio - Oliver Jarvis, pilota automobilistico britannico
- 9 gennaio - Bobby Jones, ex cestista statunitense
- 9 gennaio - Kurt Pittschieler, ex sciatore alpino italiano
- 9 gennaio - Sergio Daniel Ponce, ex calciatore argentino
- 9 gennaio - Jan-Willem Staman, calciatore statunitense
- 10 gennaio - Jamel Aït Ben Idir, ex calciatore marocchino
- 10 gennaio - Bianco, cantautore e produttore discografico italiano
- 10 gennaio - Solomon Bushendich, ex mezzofondista e maratoneta keniota
- 10 gennaio - Daniele Cavaliero, ex cestista italiano
- 10 gennaio - Marouane Chamakh, ex calciatore marocchino
- 10 gennaio - Sigamary Diarra, ex calciatore maliano
- 10 gennaio - Margherita Ferri, regista e sceneggiatrice italiana
- 10 gennaio - Ariane Friedrich, altista tedesca
- 10 gennaio - Kalki Koechlin, attrice indiana
- 10 gennaio - Tadas Labukas, calciatore lituano
- 10 gennaio - Sébastien Le Toux, ex calciatore francese
- 10 gennaio - Katherine Livingston, pentatleta britannica
- 10 gennaio - Alan McCormack, allenatore di calcio e ex calciatore irlandese
- 10 gennaio - Nando Rafael, ex calciatore angolano
- 10 gennaio - Pierre Ragues, pilota di rally e pilota automobilistico francese
- 10 gennaio - Paulo Rosales, ex calciatore argentino
- 10 gennaio - Annabel Scholey, attrice britannica
- 10 gennaio - Ryōta Takasugi, ex calciatore giapponese
- 10 gennaio - Greta Vitelli, karateka italiana
- 10 gennaio - John Welsh, ex calciatore inglese
- 10 gennaio - Zak Whitbread, ex calciatore statunitense
- 10 gennaio - David Zibung, ex calciatore svizzero
- 11 gennaio - Eddie Alvarez, artista marziale misto statunitense
- 11 gennaio - Kevin Boss, giocatore di football americano statunitense
- 11 gennaio - Brad Buckman, ex cestista statunitense
- 11 gennaio - Anna Bulygina, ex biatleta russa
- 11 gennaio - Daniele Demartini, cestista italiano
- 11 gennaio - Mario Guerra Salinas, taekwondoka cileno
- 11 gennaio - Jeffrey Harrison, ex sciatore alpino statunitense
- 11 gennaio - Shay Holtzman, ex calciatore israeliano
- 11 gennaio - Deniss Ivanovs, ex calciatore lettone
- 11 gennaio - Dario Krešić, ex calciatore croato
- 11 gennaio - Maria Elena Kyriakou, cantante cipriota
- 11 gennaio - Patrick Küng, ex sciatore alpino svizzero
- 11 gennaio - Slobodan Ljubotina, allenatore di pallacanestro e ex cestista serbo
- 11 gennaio - Danail Mitev, ex calciatore bulgaro
- 11 gennaio - Matt Mullenweg, imprenditore statunitense
- 11 gennaio - Marko Perović, allenatore di calcio e ex calciatore serbo
- 11 gennaio - Stijn Schaars, ex calciatore olandese
- 11 gennaio - Yannic Seidenberg, hockeista su ghiaccio tedesco
- 11 gennaio - Hasan Yeşilbudak, pallavolista turco
- 12 gennaio - Adel Abdullah, ex calciatore siriano
- 12 gennaio - Taraneh Alidoosti, attrice iraniana
- 12 gennaio - Viktor Budjanskij, ex calciatore russo
- 12 gennaio - Adam Green, ex calciatore inglese
- 12 gennaio - Robert Hite, ex cestista statunitense
- 12 gennaio - Łukasz Koszarek, dirigente sportivo e ex cestista polacco
- 12 gennaio - Chaunté Lowe, altista statunitense
- 12 gennaio - Francesco Mistichelli, attore italiano
- 12 gennaio - Alain Montwani, ex calciatore andorrano
- 12 gennaio - Natalia Morari, giornalista moldava
- 12 gennaio - Tatiana Ortiz, tuffatrice messicana
- 12 gennaio - Roberta Panara, ex nuotatrice italiana
- 12 gennaio - Oribe Peralta, ex calciatore messicano
- 12 gennaio - Sam Richardson, attore, sceneggiatore e comico statunitense
- 12 gennaio - Romeo Surdu, allenatore di calcio e ex calciatore rumeno
- 12 gennaio - Jermaine Thomas, ex cestista statunitense
- 12 gennaio - Joaquim Videira, schermidore portoghese
- 12 gennaio - Markus Vogel, ex sciatore alpino svizzero
- 12 gennaio - Naby Yattara, calciatore guineano
- 13 gennaio - Pïralı Älïyev, calciatore kazako
- 13 gennaio - Lourdes Arévalos, modella paraguaiana
- 13 gennaio - Dejanira Bada, scrittrice e giornalista italiana
- 13 gennaio - Raif Badawi, attivista e blogger saudita
- 13 gennaio - Pramsiri Bunphithak, ex sollevatrice thailandese
- 13 gennaio - Sammy Clingan, ex calciatore nordirlandese
- 13 gennaio - Kamghe Gaba, ex velocista tedesco
- 13 gennaio - Jorge García Torre, ex calciatore spagnolo
- 13 gennaio - Kepa Blanco, ex calciatore spagnolo
- 13 gennaio - Mathias Lauridsen, supermodello danese
- 13 gennaio - Nick Mangold, ex giocatore di football americano statunitense
- 13 gennaio - Boureima Ouattara, ex calciatore burkinabé
- 13 gennaio - Daniel Pegoraro, ex hockeista su ghiaccio canadese
- 13 gennaio - Glenn Whelan, ex calciatore irlandese
- 14 gennaio - Gosia Andrzejewicz, cantante polacca
- 14 gennaio - Ignazio Corrao, politico italiano
- 14 gennaio - Iain Davidson, ex calciatore scozzese
- 14 gennaio - Pedro Faife, ex calciatore cubano
- 14 gennaio - Diego Galo, ex calciatore brasiliano
- 14 gennaio - Pavel Gintov, pianista ucraino
- 14 gennaio - Mads Langer, cantante danese
- 14 gennaio - Teemu Wirkkala, giavellottista finlandese
- 15 gennaio - Turgay Bahadır, ex calciatore austriaco
- 15 gennaio - Canisius Bizimana, ex calciatore ruandese
- 15 gennaio - Natasia Demetriou, comica, attrice e sceneggiatrice britannica
- 15 gennaio - Diána Fűrész, ex cestista ungherese
- 15 gennaio - Monica Peterson, schermitrice canadese
- 15 gennaio - Mladen Lazarević, ex calciatore serbo
- 15 gennaio - Keiran Lee, attore pornografico britannico
- 15 gennaio - Drew Moor, ex calciatore statunitense
- 15 gennaio - Megan Quann, nuotatrice statunitense
- 15 gennaio - Victor Rasuk, attore statunitense
- 15 gennaio - Ben Shapiro, scrittore e editorialista statunitense
- 15 gennaio - Zuzana Štefečeková, tiratrice a volo slovacca
- 15 gennaio - Giulio Toniolatti, rugbista a 15 italiano
- 15 gennaio - Neđeljko Vlahović, allenatore di calcio e ex calciatore montenegrino
- 15 gennaio - Ilir Zeneli, allenatore di calcio finlandese
- 16 gennaio - Pablo Batalla, allenatore di calcio e ex calciatore argentino
- 16 gennaio - Craig Beattie, ex calciatore scozzese
- 16 gennaio - Pierre Boya, ex calciatore camerunese
- 16 gennaio - Jonas Carpignano, regista e sceneggiatore italiano
- 16 gennaio - Stephon Heyer, giocatore di football americano statunitense
- 16 gennaio - Line Jahr, ex saltatrice con gli sci norvegese
- 16 gennaio - Burim Kukeli, allenatore di calcio e ex calciatore kosovaro
- 16 gennaio - Andrés Lamas, ex calciatore uruguaiano
- 16 gennaio - Diego León Ayarza, ex calciatore spagnolo
- 16 gennaio - Stephan Lichtsteiner, ex calciatore svizzero
- 16 gennaio - Sergio Pardilla, ex ciclista su strada spagnolo
- 16 gennaio - Miroslav Radović, ex calciatore serbo
- 16 gennaio - Alice Santini, ex pallavolista italiana
- 16 gennaio - Yūki Yamazaki, marciatore giapponese
- 17 gennaio - Cris, ex calciatore portoghese
- 17 gennaio - Cody Childs, ex giocatore di football americano statunitense
- 17 gennaio - Florian Fritz, rugbista a 15 francese
- 17 gennaio - Calvin Harris, disc jockey, cantante e produttore discografico britannico
- 17 gennaio - Sophie Dee, attrice pornografica britannica
- 17 gennaio - Filip Hološko, calciatore slovacco
- 17 gennaio - Jang Shin-young, attrice sudcoreana
- 17 gennaio - Toni Lao, ex calciatore spagnolo
- 17 gennaio - Pensiri Laosirikul, ex sollevatrice thailandese
- 17 gennaio - Sherry Lawrence, ex sciatrice alpina canadese
- 17 gennaio - Dexter Lumis, wrestler statunitense
- 17 gennaio - Daniel Manzato, hockeista su ghiaccio svizzero
- 17 gennaio - Antonella Morra, calciatrice italiana
- 17 gennaio - O Jong-ae, sollevatrice nordcoreana
- 17 gennaio - Marcelo Perugini, ex calciatore argentino
- 17 gennaio - Stevan Račić, calciatore serbo
- 17 gennaio - Rovérsio Rodrigues de Barros, ex calciatore brasiliano
- 17 gennaio - Tim Sebastian, ex calciatore tedesco
- 17 gennaio - Peter Struhár, allenatore di calcio e ex calciatore slovacco
- 17 gennaio - Zhou Yafei, nuotatrice cinese
- 18 gennaio - Salim Abdulla, calciatore emiratino
- 18 gennaio - Giuliana Altamura, scrittrice italiana
- 18 gennaio - Daniel Librado Azcona, ex calciatore paraguaiano
- 18 gennaio - Oleh Berežnyj, biatleta ucraino
- 18 gennaio - David Berry, attore australiano
- 18 gennaio - Ioannis Drymonakos, ex nuotatore greco
- 18 gennaio - Austin Flynn, ex giocatore di football americano e allenatore di football americano statunitense
- 18 gennaio - Gianluca Galasso, allenatore di calcio e ex calciatore italiano
- 18 gennaio - Tem Hansen, ex calciatore faroese
- 18 gennaio - Makoto Hasebe, ex calciatore giapponese
- 18 gennaio - Małgorzata Jasińska, ex ciclista su strada polacca
- 18 gennaio - Evgenija Viktorovna Obrazcova, danzatrice e attrice russa
- 18 gennaio - Leonardo Pisculichi, ex calciatore argentino
- 18 gennaio - Hasan Rizvić, cestista bosniaco
- 18 gennaio - Alaixys Romao, calciatore francese
- 18 gennaio - Willie Sims, calciatore guatemalteco
- 18 gennaio - Oliver Stević, cestista serbo
- 18 gennaio - Ugo Ukah, ex calciatore italiano
- 19 gennaio - Dirk Bellemakers, ex ciclista su strada olandese
- 19 gennaio - Makadji Boukar, ex calciatore camerunese
- 19 gennaio - Fabio Catacchini, allenatore di calcio e ex calciatore italiano
- 19 gennaio - Karun Chandhok, ex pilota automobilistico e telecronista sportivo indiano
- 19 gennaio - Celeste Cid, attrice argentina
- 19 gennaio - Jessica Costanzo, politica italiana
- 19 gennaio - Elvis Dumervil, ex giocatore di football americano statunitense
- 19 gennaio - Andreas Engelmark, allenatore di calcio svedese
- 19 gennaio - Adam Henrich, ex hockeista su ghiaccio canadese
- 19 gennaio - Jimmy Kébé, ex calciatore maliano
- 19 gennaio - Miguel Ángel Martínez, ex calciatore argentino
- 19 gennaio - Trever O'Brien, attore statunitense
- 19 gennaio - Nicolás Pareja, ex calciatore argentino
- 19 gennaio - Lil Scrappy, rapper statunitense
- 19 gennaio - Weronika Rosati, attrice polacca
- 19 gennaio - Hamdi Salihi, allenatore di calcio e ex calciatore albanese
- 19 gennaio - Aljona Savchenko, pattinatrice artistica su ghiaccio ucraina
- 19 gennaio - Mickey Sumner, attrice britannica
- 19 gennaio - Sagar Thapa, calciatore nepalese
- 19 gennaio - Thomas Vanek, hockeista su ghiaccio austriaco
- 19 gennaio - Alketa Vejsiu, conduttrice televisiva, conduttrice radiofonica e produttrice televisiva albanese
- 19 gennaio - Tamati Williams, modello e ex calciatore neozelandese
- 19 gennaio - Hussein Yasser, ex calciatore qatariota
- 20 gennaio - Francesco Amoni, cestista italiano
- 20 gennaio - Jacob Ba, ex calciatore senegalese
- 20 gennaio - Toni Gonzaga, cantante, conduttrice televisiva e attrice filippina
- 20 gennaio - Karim Haggui, ex calciatore tunisino
- 20 gennaio - Olivia Hallinan, attrice britannica
- 20 gennaio - Malek Jaziri, ex tennista tunisino
- 20 gennaio - Manuel Lanzarote, ex calciatore spagnolo
- 20 gennaio - David Lowery, calciatore britannico
- 20 gennaio - Rene Mandri, ex ciclista su strada estone
- 20 gennaio - Bonnie McKee, cantautrice statunitense
- 20 gennaio - Stéphane Nater, ex calciatore tunisino
- 20 gennaio - Federico Peluso, allenatore di calcio e ex calciatore italiano
- 20 gennaio - Benedikt Pliquett, ex calciatore tedesco
- 20 gennaio - Ruslan Provodnikov, pugile russo
- 20 gennaio - Saverio Raimondo, comico e conduttore televisivo italiano
- 20 gennaio - Jorun Stiansen, cantante norvegese
- 20 gennaio - Simon Stålenhag, artista, musicista e designer svedese
- 20 gennaio - Papa Waigo, ex calciatore senegalese
- 21 gennaio - Can Arat, ex calciatore turco
- 21 gennaio - David Bell, allenatore di calcio e ex calciatore irlandese
- 21 gennaio - Leonardo Burián, calciatore uruguaiano
- 21 gennaio - Amy Cragg, maratoneta e mezzofondista statunitense
- 21 gennaio - Luke Grimes, attore statunitense
- 21 gennaio - David Harris, giocatore di football americano statunitense
- 21 gennaio - Cyril Kali, allenatore di calcio e ex calciatore francese
- 21 gennaio - Dejan Milovanović, ex calciatore serbo
- 21 gennaio - Wes Morgan, ex calciatore inglese
- 21 gennaio - Haloti Ngata, ex giocatore di football americano tongano
- 21 gennaio - Sativa Rose, ex attrice pornografica messicana
- 21 gennaio - Alex Sherman, wrestler moldavo
- 21 gennaio - Luis Ricardo, calciatore brasiliano
- 21 gennaio - Sebastian Szałachowski, ex calciatore polacco
- 21 gennaio - Shira Vilensky, attrice israeliana
- 22 gennaio - Yuta Baba, ex calciatore giapponese
- 22 gennaio - Hashem Beikzadeh, calciatore iraniano
- 22 gennaio - Carlos da Silva, dirigente sportivo, ex calciatore e allenatore di calcio portoghese
- 22 gennaio - Dennis Kimetto, maratoneta keniota
- 22 gennaio - Jenny Lavarda, arrampicatrice italiana
- 22 gennaio - Milan Mitić, ex calciatore serbo
- 22 gennaio - Leon Powe, ex cestista statunitense
- 22 gennaio - Maceo Rigters, ex calciatore olandese
- 22 gennaio - Lionel Taylor, calciatore samoano
- 22 gennaio - Elisabetta Tona, allenatrice di calcio e ex calciatrice italiana
- 22 gennaio - Baldo Di Gregorio, allenatore di calcio e ex calciatore tedesco
- 23 gennaio - João Baldasserini, attore brasiliano
- 23 gennaio - Stéphane Besle, ex calciatore francese
- 23 gennaio - Federico Bessone, allenatore di calcio e ex calciatore argentino
- 23 gennaio - Davide Callà, allenatore di calcio e ex calciatore svizzero
- 23 gennaio - Alexis Nicolás Castro, ex calciatore argentino
- 23 gennaio - Richard Chaney, ex cestista statunitense
- 23 gennaio - Pavel Houška, ex cestista ceco
- 23 gennaio - Shahril Ishak, ex calciatore singaporiano
- 23 gennaio - Sanja Knežević, ex cestista montenegrina
- 23 gennaio - Volodimir Levin, ex calciatore azero
- 23 gennaio - Björn Lindemann, ex calciatore tedesco
- 23 gennaio - Dragan Mrđa, ex calciatore serbo
- 23 gennaio - Shinobu Ōno, allenatrice di calcio, dirigente sportivo e ex calciatrice giapponese
- 23 gennaio - Matt Padron, ex giocatore di football americano statunitense
- 23 gennaio - Renan Pippi, ex calciatore brasiliano
- 23 gennaio - Tibert Pont, ex calciatore svizzero
- 23 gennaio - Arjen Robben, allenatore di calcio e ex calciatore olandese
- 23 gennaio - César Taborda, calciatore argentino
- 23 gennaio - Ashley C. Williams, attrice e cantante statunitense
- 23 gennaio - Abdelmalek Ziaya, ex calciatore algerino
- 24 gennaio - Nia Abdallah, ex taekwondoka statunitense
- 24 gennaio - Justin Baldoni, attore e regista statunitense
- 24 gennaio - Belén Cuesta, attrice spagnola
- 24 gennaio - D'Mile, produttore discografico statunitense
- 24 gennaio - Emerse Faé, allenatore di calcio e ex calciatore ivoriano
- 24 gennaio - Christoph Frick, ex calciatore liechtensteinese
- 24 gennaio - Yotam Halperin, dirigente sportivo, allenatore di pallacanestro e ex cestista israeliano
- 24 gennaio - Jung Jin-sun, schermidore sudcoreano
- 24 gennaio - Dario Khan, calciatore mozambicano
- 24 gennaio - Witold Kiełtyka, batterista polacco († 2007)
- 24 gennaio - Gabriele Micalizzi, fotoreporter italiano
- 24 gennaio - Michael Parkhurst, ex calciatore statunitense
- 24 gennaio - Paulo Sérgio Moreira Gonçalves, ex calciatore portoghese
- 24 gennaio - Remy Ryan, attrice statunitense
- 24 gennaio - Yana Toboso, fumettista giapponese
- 24 gennaio - Yuri Tuci, attore cinematografico e attore teatrale italiano
- 24 gennaio - Boy Waterman, allenatore di calcio e ex calciatore olandese
- 25 gennaio - Jay Briscoe, wrestler statunitense († 2023)
- 25 gennaio - Alex Gibbs, calciatore italiano
- 25 gennaio - Ondřej Hotárek, pattinatore artistico su ghiaccio ceco
- 25 gennaio - Samuel Johnson, ex calciatore guineano
- 25 gennaio - Brice Jovial, ex calciatore francese
- 25 gennaio - Stefan Kießling, dirigente sportivo e ex calciatore tedesco
- 25 gennaio - Artur Mielczarek, cestista polacco
- 25 gennaio - Raica Oliveira, modella brasiliana
- 25 gennaio - Oumoul Sarr, cestista senegalese
- 25 gennaio - Sebastian Sorsa, ex calciatore finlandese
- 25 gennaio - Ognen Stojanovski, ex cestista macedone
- 25 gennaio - Kaiji Tang, doppiatore cinese
- 25 gennaio - Fara Williams, ex calciatrice britannica
- 25 gennaio - Robinho, ex calciatore brasiliano
- 26 gennaio - Igor Angulo, ex calciatore spagnolo
- 26 gennaio - Kelli Barrett, attrice statunitense
- 26 gennaio - Leandro Becerra, ex calciatore argentino
- 26 gennaio - Laura Christensen, attrice danese
- 26 gennaio - Erma-Gene Evans, giavellottista santaluciana
- 26 gennaio - Christer Fjellstad, calciatore norvegese
- 26 gennaio - Rubén Marcelo Gómez, ex calciatore argentino
- 26 gennaio - Luboš Hušek, calciatore ceco
- 26 gennaio - Alex Izykowski, ex pattinatore di short track statunitense
- 26 gennaio - Jung Hyo-jung, schermitrice sudcoreana
- 26 gennaio - Ol'ha Krasnikova, cestista ucraina
- 26 gennaio - Luo Xuejuan, nuotatrice cinese
- 26 gennaio - Antonio Rukavina, ex calciatore serbo
- 26 gennaio - Simonetta Spiri, cantante italiana
- 26 gennaio - Jurij Trofimov, ex ciclista su strada e mountain biker russo
- 26 gennaio - Iain Turner, ex calciatore scozzese
- 26 gennaio - Grzegorz Wojtkowiak, ex calciatore polacco
- 26 gennaio - Izak van der Merwe, ex tennista sudafricano
- 27 gennaio - Jurij Berežko, pallavolista russo
- 27 gennaio - Edgar Cotto, ex calciatore guatemalteco
- 27 gennaio - Stéphen Drouin, ex calciatore francese
- 27 gennaio - Miguel Sebastián Garcia, ex calciatore argentino
- 27 gennaio - Hamdi Hubais, ex calciatore omanita
- 27 gennaio - Matt Ludeman, ex giocatore di football americano e allenatore di football americano statunitense
- 27 gennaio - Jay Richardson, giocatore di football americano statunitense
- 27 gennaio - Wang Na, sincronetta cinese
- 28 gennaio - Lyrical Son, rapper kosovaro
- 28 gennaio - Vanesa Butera, attrice, cantante e compositrice argentina
- 28 gennaio - Danny Gibson, ex cestista statunitense
- 28 gennaio - Stephen Gostkowski, ex giocatore di football americano statunitense
- 28 gennaio - Jordan Harvey, ex calciatore statunitense
- 28 gennaio - Andre Iguodala, ex cestista statunitense
- 28 gennaio - Issam Jemâa, ex calciatore tunisino
- 28 gennaio - Tomáš Labun, ex calciatore slovacco
- 28 gennaio - Simon Laner, calciatore italiano
- 28 gennaio - Anne Panter, hockeista su prato britannica
- 28 gennaio - Srđan Pavlov, calciatore serbo
- 28 gennaio - Aleksej Reunkov, maratoneta russo
- 28 gennaio - Gilles Seywert, arciere lussemburghese
- 28 gennaio - Xu Gang, ex ciclista su strada cinese
- 28 gennaio - Ya Boy, rapper statunitense
- 28 gennaio - Safee Sali, calciatore malese
- 29 gennaio - Álvaro Cejudo, ex calciatore spagnolo
- 29 gennaio - Lori Chalupny, ex calciatrice statunitense
- 29 gennaio - Marco Domeniconi, calciatore sammarinese
- 29 gennaio - Hamka Hamzah, calciatore indonesiano
- 29 gennaio - Valeriya Korotenko, ex pallavolista azera
- 29 gennaio - Nuno Morais, ex calciatore portoghese
- 29 gennaio - Mychajlo Kopolovec', ex calciatore ucraino
- 29 gennaio - Yukio Peter, sollevatore nauruano
- 29 gennaio - David Sencar, calciatore austriaco
- 29 gennaio - Milan Susak, calciatore australiano
- 29 gennaio - János Vas, hockeista su ghiaccio ungherese
- 29 gennaio - Natalie du Toit, nuotatrice sudafricana
- 30 gennaio - Kid Cudi, rapper, cantautore e attore statunitense
- 30 gennaio - Murda, rapper olandese
- 30 gennaio - Daniel González Calvo, calciatore cileno
- 30 gennaio - Puja Gupta, modella e attrice indiana
- 30 gennaio - Rui Miguel Marinho Reis, ex calciatore portoghese
- 30 gennaio - Nosirbek Otaqo'ziyev, ex calciatore uzbeko
- 30 gennaio - Curtis Sumpter, ex cestista e allenatore di pallacanestro statunitense
- 30 gennaio - Tan Xue, schermitrice cinese
- 30 gennaio - Jevon Tarantino, tuffatore statunitense
- 30 gennaio - Manjula Wijesekara, altista cingalese
- 30 gennaio - Junior dos Santos, artista marziale misto brasiliano
- 31 gennaio - Alessio Arena, scrittore e cantautore italiano
- 31 gennaio - Malika Ayane, cantautrice italiana
- 31 gennaio - Paul Baccaglini, personaggio televisivo e imprenditore statunitense
- 31 gennaio - Killian Brennan, ex calciatore irlandese
- 31 gennaio - Vladimir Bystrov, allenatore di calcio e ex calciatore russo
- 31 gennaio - Vernon Davis, giocatore di football americano statunitense
- 31 gennaio - Aran Hakutora, lottatore di sumo russo
- 31 gennaio - Viktor Kejru, ex cestista russo
- 31 gennaio - Baihakki Khaizan, ex calciatore singaporiano
- 31 gennaio - Charlie Laine, attrice pornografica e modella statunitense
- 31 gennaio - Jonathan Lardot, arbitro di calcio belga
- 31 gennaio - Julija Leancjuk, pesista bielorussa
- 31 gennaio - Alexander Ludwig, ex calciatore tedesco
- 31 gennaio - Dean Marney, ex calciatore inglese
- 31 gennaio - Gonzalo Porras, ex calciatore uruguaiano
- 31 gennaio - Wilson Rodrigues de Moura Júnior, ex calciatore brasiliano
- 31 gennaio - Alessandro Rosina, ex calciatore italiano
- 31 gennaio - Mohammed Tchité, ex calciatore burundese
- 31 gennaio - Jeremy Wariner, ex velocista statunitense
- 31 gennaio - Alessandro Zanni, ex rugbista a 15 italiano
- 31 gennaio - Mariusz Zganiacz, ex calciatore polacco